# Kappei Yamaguchi
Kappei Yamaguchi (山口 勝平 Yamaguchi Kappei?,  Fukuoka, Japón, 23 de mayo de 1965), cuyo nombre de nacimiento es Mitsuo Yamaguchi (山口 光雄 Yamaguchi Mitsuo?), es un actor de voz y cantante japonés, de gran popularidad en Japón. En la actualidad, Yamaguchi está casado y tiene dos hijos: un hijo, Ryūnosuke y una hija, Akane, quienes también son actores de voz.
Debutó en 1989 en el papel protagonista como Ranma Saotome en la serie de anime adaptado del manga creado por Rumiko Takahashi, Ranma ½. Es conocido por dar voz a niños o personajes jóvenes, pero también ha tomado ocasionalmente roles de personajes adultos (Daitokuji).
Es conocido, además, por personajes como Inuyasha en la serie honónima, Usopp (y varios personajes más como Dogra, Manjaro o Matsuge) en One Piece, L en Death Note o Shin'ichi Kudō y Kaitō Kid capitularmente en Detective Conan, y también es el doblador japonés de Crash Bandicoot en la serie honónima de videojuegos, Kyle Broflovski en South Park (versión de WOWOW) y Bugs Bunny en la franquicia de los Looney Tunes. Utilizó el seudónimo de Kyōya Ushihisa (牛久 京也, Ushihisa Kyōya) en proyectos para adultos.
En algunos créditos (como algunos de One Piece), y al igual que sus compañeros de reparto principales de dicha serie, en vez de aparecer como Kappei Yamaguchi (山口 勝平), aparece como Sokotsuya Higashishinagawa-ten (粗忽屋東品川店).

## Biografía

### Primeros Años
Yamaguchi nació el 23 de mayo de 1965 en la prefectura de Fukuoka, hijo de un carpintero.
Cuando era niño, le gustaban los animales, quería trabajar en trabajos relacionados con los animales, como trabajadora de guardería y como maestro de escuela primaria. Como le gustaban los barcos y el mar, pensó que sería ser bueno para ser marinero y golpear una claqueta, por eso quería ser asistente de dirección. Desde entonces, le encanta el manga y el anime, por lo que no es que no estuviera interesado en la actuación de voz, pero dijo que no lo consideraba explícitamente como una carrera. 
Perteneció al club de béisbol y jugó béisbol desde la escuela primaria hasta el primer año de secundaria. En ese momento, su posición era segunda, y también era lanzador suplente. Se transfirió a otra escuela en su segundo año y quería unirse al club de fútbol, pero se lastimó el pie durante la clase de educación física y el médico le dijo que no jugara fútbol. Le dijeron que no juegue hasta que su pie sane, pero él se lamentó. Prefiere practicar deportes en lugar de verlos, y desde 1991 no practica deportes.
En ese momento, le gustaba el anime de televisión, pero cuando estaba en la escuela secundaria, era el guitarrista y vocalista de una banda y comenzó a involucrarse en otras cosas, como las motocicletas, así que dejó. viendo anime
Se graduó de la escuela secundaria Chikuzen de la prefectura de Fukuoka. En 1984, Yamaguchi se mudó a Tokio y entró en el Tokyo Announce University College, una escuela vocacional que capacita a varios artistas, desde actores de doblaje hasta cantantes, locutores o incluso reporteros y bailarines.

### Carrera
Encontró un anuncio de una escuela donde Masako Nozawa, quien le gustaba ya que no era consciente de la actuación de voz como profesión, era profesora, y Kaneta Kimotsuki, quien más tarde se convirtió en su maestro, también era profesor. Él no tuvo más opción que unirse a la clase de Kimotsuki. En ese momento, Kimotsuki acababa de formar la compañía de teatro 21st Century Fox, y cuando se enteró de que una compañía de teatro era la forma de convertirse en actor por primera vez, dijo repetidamente: "El escenario es interesante" y se unió a la misma compañía de teatro y comenzó con el trabajo del personal como utilería y utilería. Se retiró voluntariamente de la escuela de locución en medio año para dedicarse a la compañía de teatro. Aproximadamente un año después de unirse a la compañía de teatro, subió al escenario por primera vez en un papel secundario e interpretó el papel principal del niño detective, el personaje principal de "Odoriko ~THE DANCER MURDER CASE~" de So Kitamura. Después de eso, el director de sonido Shigeharu Shiba, que estaba mirando el escenario donde interpretaba el papel de Kuroko, dijo solo una línea: "Las conversaciones privadas en el aula están estrictamente prohibidas".
Posteriormente, Yamaguchi se unió a la compañía de teatro 21st Century FOX y trabajó allí como actor de teatro mientras también actuaba como actor de doblaje desde los 23 años. En 1989, Yamaguchi interpretó el papel de Ranma Saotome en Ranma ½, el cual se convirtió en un papel decisivo para él. Desde entonces, ha aparecido en muchos trabajos como actor de voz.
Yamaguchi ganó el premio seiyu individual en la Feria Internacional de Anime de Tokio de 2003.
Yamaguchi estableció su propia compañía de producción de entretenimiento llamada Goku Co. Ltd., de la cual es presidente.
En 2019, Yamaguchi ganó el Premio Kei Tomiyama en el 13º Seiyū Awards.

## Filmografía

### Anime
| Años          | Anime                                                              | Personaje/s                           | Episodios                                        |
| ------------- | ------------------------------------------------------------------ | ------------------------------------- | ------------------------------------------------ |
| 2024          | Mecha-Ude                                                          | Yakumo                                | TBA                                              |
| 2024          | Ranma ½                                                            | Ranma Saotome                         | TBA                                              |
| 2024          | Bucchigiri?!                                                       | Sakigake Komao                        | 12 episodios                                     |
| 2022          | Detective Conan: The Culprit Hanzawa                               | Kaito Kuroba/Kaito Kid                | 12 episodios                                     |
| 2022          | Digimon Ghost Game                                                 | Publimon                              | 1 episodio (45)                                  |
| 2022          | Boruto: Naruto Next Generations                                    | Ōga (marioneta)                       |                                                  |
| 2022          | JoJo's Bizarre Adventure: Stone Ocean Part 2                       | Yo-Yo Ma                              |                                                  |
| 2021          | Digimon Adventure (2020)                                           | Junkmon                               |                                                  |
| 2021          | Odd Taxi                                                           | Eiji Kakihana                         | 13 episodios                                     |
| 2021          | Jujutsu Kaisen                                                     | Kechizu                               | 3 episodios (22-24)                              |
| 2020          | Yashahime: Princess Half-Demon                                     | InuYasha                              | 48                                               |
| 2020          | Taisou Samurai                                                     | Bigbird Aragaki                       | 11                                               |
| 2020          | Itai no wa Iya nano de Bōgyoryoku ni Kyokufuri Shitai to Omoimasu. | Shin                                  | 3 episodios (10-12)                              |
| 2019          | Vinland Saga                                                       | Jabbathe                              | TBA                                              |
| 2018-2019     | Radiant                                                            | Master Lord Majesty                   | TBA                                              |
| 2018          | Nobunaga no Shinobi: Ise Kanegasaki-hen                            | Kinoshita Hideyoshi                   | 26 episodios                                     |
| 2018          | Super Dragon Ball Heroes                                           | Dr. Fū                                |                                                  |
| 2018          | GeGeGe no Kitarō (2018)                                            | Ittan Momen                           | 16 episodios (2-32)                              |
| 2018          | Full Metal Panic! Invisible Victory                                | Falke AI                              | TBA                                              |
| 2017-2018     | Mahō Tsukai no Yome                                                | Oberon                                | 4 episodios (6, 14-15, 23)                       |
| 2017          | Kyōkai no Rinne 3                                                  | Sabato Rokudō                         | 20 episodios (aprox.)                            |
| 2017          | Makeruna!! Aku no Gundan!                                          | Pepu-chan                             | 12 episodios (1-12)                              |
| 2017          | Shōwa Genroku Rakugo Shinjū: Sukeroku Futatabi-hen                 | Amaken                                | 12 episodios (1-12)                              |
| 2016-2017     | Nobunaga no Shinobi                                                | Kinoshita Hideyoshi y Narración       | 26 episodios (1-26)                              |
| 2016          | Shōwa Genroku Rakugo Shinjū                                        | Amaken                                | 13 episodios                                     |
| 2016          | JoJo's Bizarre Adventure: Diamond is Unbreakable                   | Shigekiyo Yangu                       | Algunos Episodios (18, 19)                       |
| 2016          | Tiger Mask W                                                       | Tetsuya Naito                         | Algunos Episodios                                |
| 2016          | Durarara!!x2 Ketsu                                                 | Mizuki Akabayashi                     | 4 episodios (6, 9, 11-12)                        |
| 2016          | Nijiiro Days                                                       | Masaomi Tsutsui                       | 2 episodios (17, 21)                             |
| 2016          | Kyōkai no Rinne 2                                                  | Sabato Rokudō                         | 3 episodios (2, 22-23)                           |
| 2015          | Kyōkai no Rinne                                                    | Sabato Rokudō                         | 25 episodios (1-25)                              |
| 2015          | Durarara!!x2 Shō                                                   | Mizuki Akabayashi                     | 3 episodios (9, 11-12)                           |
| 2015          | Durarara!!x2 Ten                                                   | Mizuki Akabayashi                     | 2 episodios (1, 3)                               |
| 2014          | JoJo's Bizarre Adventure: Stardust Crusaders                       | Forever                               | 1 episodio (ep. 7)                               |
| 2014-2015     | Magic Kaitō 1412                                                   | Kaitō Kuroba/Kaitō Kid/Shinichi Kudō  | 24 episodios (ep. 6 como Kudō)                   |
| 2014-2015     | Ressha Sentai ToQger                                               | Ticket                                | 40 episodios (aprox.)                            |
| 2013          | Danganronpa: The Animation                                         | Hifumi Yamada                         | 7 episodios (1-7)                                |
| 2011          | Hunter x Hunter                                                    | Feitan Portor                         | 23 episodios                                     |
| 2011          | Digimon Xros Wars: The Boy Hunters Racing Through Time             | Ekakimon                              | 25 episodios                                     |
| 2011          | Dororon Enma-kun Meeramera                                         | Enma-kun                              | 12 episodios                                     |
| 2009-2010     | InuYasha Kanketsu-hen                                              | InuYasha                              | 26 episodios                                     |
| 2009          | Pandora Hearts                                                     | Cheshire Neko                         | indefinidos                                      |
| 2008-2009     | One Outs                                                           | Satoshi Ideguchi                      | 25 episodios                                     |
| 2008          | D.C. II: Da Capo II Second Season                                  | Wataru Itabashi                       | 9 episodios (1-2, 4-5, 9-13)                     |
| 2008          | To Love Ru                                                         | Lacospo                               | 1 episodio (11)                                  |
| 2007          | Baccano!                                                           | Chick Jefferson                       | 4 episodios (1, 10-11, 13)                       |
| 2007          | Kōtetsu Sangokushi                                                 | Chōryō Bun'en                         | 4 episodios (10-11, 13, 22)                      |
| 2007          | D.C. II: Da Capo II                                                | Wataru Itabashi                       | 13 episodios (1-13)                              |
| 2007          | Pokémon: Diamond and Pearl                                         | Parasect                              | 1 episodio (56)                                  |
| 2007          | Seto no Hanayome                                                   | Saru                                  | indefinidos                                      |
| 2006-2007     | Death Note                                                         | L Lawliet                             | 26 episodios (1-25, 37)                          |
| 2006-2007     | Shin Seiki Duel Masters Flash                                      | Pakoneko                              | 24 episodios (aprox.)                            |
| 2006-2007     | Super Robot Taisen                                                 | Shinguji Tasuku                       | 9 episodios (6, 14-15, 18, 20-21, 23-25)         |
| 2006          | ～Ayakashi～japanese classic horror                                | Kaikaimaru                            | 4 episodios (5-8)                                |
| 2006          | Futari wa Pretty Cure Splash Star                                  | Flappy                                | 49 episodios                                     |
| 2006          | Kiba                                                               | Hugh                                  | 23 episodios (7-14, 16-20, 25, 31-39)            |
| 2006          | Sargento Keroro                                                    | Tororo                                | 5 episodios (100-103, 130)                       |
| 2005-2008     | Eyeshield 21                                                       | Raimon Tarō (Monta)                   | 136 episodios (1, 9-63, 65-95, 97-145)           |
| 2005-2006     | Jigoku Shōjo                                                       | AD Iijima                             | indefinidos                                      |
| 2005-2006     | The Law of Ueki                                                    | Hideyoshi Sōya                        | 19 episodios (27-37, 40-48, 51)                  |
| 2005-2006     | Yuki no Joō                                                        | Peter                                 | 1 episodio (12)                                  |
| 2005          | Akuei to Gacchinpo - Tenkomori                                     | Gary                                  | indefinidos                                      |
| 2005          | Gallery Fake                                                       | Hakaru Senju                          | 2 episodios (21, 32)                             |
| 2005          | Paradise Kiss                                                      | Tsutomu Yamaguchi                     | 1 episodio (6)                                   |
| 2005          | Sukisyo                                                            | Ran                                   | 12 episodios (1-12)                              |
| 2004-2008     | Yu Gi OH GX                                                        | Profesor Lyman Banner/Daitokuji       | indefinido                                       |
| 2004          | DearS                                                              | Oikawa Hikorō                         | 12 episodios (1-12)                              |
| 2004          | Sensei no Ojikan: Doki Doki School Hours                           | Kenta Suetake                         | 13 episodios (1-13)                              |
| 2004          | Space Symphony Maetel                                              | Tochirō Ōyama                         | 10 episodios (2-4, 7-13)                         |
| 2003, 2006    | Konjiki no Gash Bell!                                              | Danny                                 | 2 episodios (27, 149)                            |
| 2003-2004     | Peacemaker Kurogane                                                | Nagakura Shinpachi                    | indefinidos                                      |
| 2003-2004     | Papuwa                                                             | Chappy/Gunma                          | 26 episodios (Chappy; 1-26, Gunma; 6, 17-21)     |
| 2003          | Hanada Shōnen-Ai                                                   | Haruhiko Tawarazaki                   | 2 episodios (11-12)                              |
| 2003          | Mouse                                                              | Mouse/Sorata Muon                     | 12 episodios (1-12)                              |
| 2003          | Pokémon Side Storie                                                | Parasect                              | 1 episodio (4)                                   |
| 2003          | Takahashi Rumiko Gekijō                                            | Aisaki-senpai/Furuta Minoru/Stableman | indefinidos                                      |
| 2002-2003     | Monkey Typhoon                                                     | Gokū                                  | 51 episodios (1-43, 45-52)                       |
| 2002-2003     | Pecola                                                             | Bashatto                              | indefinidos                                      |
| 2002-2003     | The Twelve Kingdoms                                                | Rokuta Enki                           | 23 episodios                                     |
| 2002-2003     | Weiß Kreuz Glühen                                                  | Sena Izumi / Takeru Kisaragi          | 13 episodios (1-13)                              |
| 2002          | Gun Frontier                                                       | Tochirō                               | 13 episodios                                     |
| 2002          | Rizelmine                                                          | Tomonori Iwaki                        | 24 episodios                                     |
| 2001          | Angelic Layer                                                      | Ryō Misaki/Shinichi Kudō              | indefinido (ep. 22 como Kudō)                    |
| 2001          | Gene Shaft                                                         | Jean Gedoux                           | indefinidos (ep. 13)                             |
| 2001          | Bakuten Shoot Beyblade                                             | Michael Parker                        | indefinidos                                      |
| 2001          | Sister Princess                                                    | Tarō Yamada                           | 26 episodios                                     |
| 2000-2004     | InuYasha                                                           | InuYasha/Shinichi Kudō                | 167 episodios (ep. 128 como Kudō)                |
| 2000-2001     | Gravitation                                                        | Ryūichi Sakuma                        | 7 episodios (2-3, 8, 10-13)                      |
| 2000          | Rokumon Tengai Mon Colle Knight                                    | Wātaigā                               | indefinidos                                      |
| 1999-presente | One Piece                                                          | Usopp (y otros)                       | más de 1000 episodios (hasta ahora (como Usopp)) |
| 1999-2001     | Shūkan Storyland                                                   | Nagao/Tomekichi/Yamada                | indefinidos                                      |
| 1999-2000     | Kamikaze Kaitō Jeanne                                              | Noin                                  | indefinidos                                      |
| 1999          | Aesop World                                                        | Crow/Fox                              | Indefinidos                                      |
| 1999          | Betterman                                                          | Keita Aono                            | 26 episodios                                     |
| 1999          | Digimon Adventure                                                  | Chūmon                                | 4 episodios (10, 27, 31, 40)                     |
| 1999          | Edens Bowy                                                         | Yorun                                 | indefinidos                                      |
| 1998-2000     | Pokémon                                                            | Tōru / Todd Snap / Parasect           | 15 episodios (Tooru: 55-57, 189-191)             |
| 1998-1999     | Bomberman B-Daman Bakugaiden                                       | Midoribon                             | indefinidos                                      |
| 1998-1999     | Saber Marionette J to X                                            | Ayashi Shirase                        | indefinidos                                      |
| 1998-1999     | Takoyaki Mantman                                                   | Burū                                  | indefinidos                                      |
| 1998-1999     | Totsugeki! Pappara-tai                                             | Maateru                               | indefinidos                                      |
| 1998          | Cyber Team in Akihabara                                            | Crane van Streich                     | indefinidos                                      |
| 1998          | Cowboy Bebop                                                       | Rhint Celonias                        | 1 episodio (10)                                  |
| 1998          | Silent Möbius                                                      | Flecks                                | 1 episodio (14)                                  |
| 1998          | Mahō no Stage Fancy Lala                                           | Tarō Yoshida                          | 15 episodios                                     |
| 1998          | Shadow Skill                                                       | Scrib Lowengren                       | indefinidos                                      |
| 1998          | YAT Anshin! Uchū Ryokō 2                                           | Kanabii                               | indefinidos                                      |
| 1997-2000     | Kindaichi Shōnen no Jikenbo                                        | Yohei Misumi                          | indefinidos                                      |
| 1997-1999     | Dr. Slump                                                          | Donbe                                 | indefinidos                                      |
| 1997-1998     | Kyūketsuki Miyu                                                    | Shinma Koh-Waku/Yang                  | indefinidos                                      |
| 1997-1998     | Ninpen Manmaru                                                     | Tanu Tarō                             | indefinidos (max. 30)                            |
| 1997          | CLAMP Gakuen Tanteidan                                             | Kentarō Higashikumaru                 | indefinidos                                      |
| 1996-presente | Detective Conan                                                    | Shinichi Kudō/Kaitō Kid               | 53 episodios (en curso)                          |
| 1996-1997     | Akachan to Boku                                                    | Takuya Enoki/Tadaomi                  | 35 episodios (+ ep. 7 como Tadaomi)              |
| 1996-1997     | YAT Anshin! Uchū Ryokō                                             | Kanabii                               | indefinidos                                      |
| 1996-1997     | Yūsha Shirei Dagwon                                                | Rai Utsumi                            | indefinido (max. 48)                             |
| 1996-1998     | Gegege no Kitarō (4° Serie)                                        | Noppera-bō                            | indefinidos                                      |
| 1996          | Tenkū no Escaflowne                                                | Shesta                                | 6 episodios                                      |
| 1996          | B't X                                                              | Kimiura/Camila                        | indefinidos                                      |
| 1995-presente | Chibi Maruko-chan                                                  | Kenichi Ōno                           | Indefinidos (en curso)                           |
| 1995-1996     | Ai Tenshi Densetsu Wedding Peach                                   | Amano Takurō                          | 22 episodios (23-30, 40-41, 50-51)               |
| 1995-1996     | Gokinjō Monogatari                                                 | Tsutomu Yamaguchi                     | 50 episodios (1-50)                              |
| 1995          | Kishin Dōji Zenki                                                  | Zenki                                 | 51 episodios                                     |
| 1995          | Kūsō Kagaku Sekai Gulliver Boy                                     | Garibā                                | 50 episodios                                     |
| 1995          | Gulliver Boy                                                       | Gulliver                              | 50 episodios                                     |
| 1994-1995     | Captain Tsubasa J                                                  | Ryō Ishizaki                          | 40 episodios (aprox.)                            |
| 1994-1995     | Ginga Sengoku Gun Yūden Rai                                        | Tasuke                                | indefinidos (max. 52)                            |
| 1994-1995     | Mobile Fighter G Gundam                                            | Sai Saici                             | indefinidos (max. 49)                            |
| 1994-1995     | Shirayukihime no Densetsu                                          | Jack                                  | Indefinidos (max. 50)                            |
| 1993-presente | Nintama Rantarō                                                    | Makinosuke Hanabusa                   | indefinidos (1900 max.)                          |
| 1993-1996     | Ranma: Nibun no Ichi                                               | Ranma Saotome                         | 11 episodios                                     |
| 1993-1994     | Jungle no Ōja Tā-chan                                              | Etekichi/Shō                          | indefinidos (max. 50)                            |
| 1993-1994     | Shippū! Iron Leaguer                                               | Kiwami Jūrōta                         | Indefinidos (max. 50)                            |
| 1993-1994     | Kenyū Densetsu Yaiba                                               | Kerokichi                             | indefinidos                                      |
| 1993-1994     | Please Save my Earth                                               | Haruhiko Kasama                       | 5 episodios (2-6)                                |
| 1993          | Miracle Girls                                                      | Yūya Noda                             | 15 episodios                                     |
| 1993          | Yu Yu Hakusho                                                      | Jin                                   | 2 episodios                                      |
| 1992-1993     | Ashita e Free Kick                                                 | Toto                                  | Indefinidos (max. 52)                            |
| 1992-1993     | Super Zugan                                                        | Toyotomi                              | Indefinidos (max. 22)                            |
| 1992          | Mama wa Shōgaku 4 Nensei                                           | Hideo Hanada                          | 12 episodios                                     |
| 1991          | Oh! My Konbu                                                       | Paisuke Tokonatsu                     | 22 episodios                                     |
| 1991          | Mōryō Senki Madara                                                 | Madara                                | 2 episodios                                      |
| 1990-1991     | Kyatto Ninden Teyandee                                             | Yattarō (Speedy Ceviche)              | 54 episodios (1-54)                              |
| 1990-1991     | Fushigi no Umi no Nadia                                            | Hama-Hama                             | 2 episodios (32-33)                              |
| 1990-1991     | Idol Tenshi Yōkoso Yōko                                            | Yasu                                  | 21 episodios                                     |
| 1990-1991     | Karakuri Kengō Den Musashi Lord                                    | Jiraiyan                              | Indefinidos                                      |
| 1990          | Record of Lodoss War                                               | Etoh                                  | 12 episodios                                     |
| 1989-1992     | Ranma ½: Nettō-hen                                                 | Ranma Saotome                         | 142 episodios (1-3, 5-143)                       |
| 1989-1992     | Warau Salesman                                                     | Voces Adicionales                     | Repartidos en 103 episodios                      |
| 1989          | Ranma ½                                                            | Ranma Saotome                         | 18 episodios                                     |

#### Apariciones por episodios
Nota: Para ver la lista pulsa [mostrar] a la derecha de la pantalla.

### OVA
| Año/s                 | OVA                                                       | Procedencia                 | Personaje                     | N.º OVAs           |
| --------------------- | --------------------------------------------------------- | --------------------------- | ----------------------------- | ------------------ |
| 2021                  | Mahou Tsukai no Yome: Nishi no Shounen to Seiran no Kishi | Mahō Tsukai no Yome         | Oberon                        | TBA                |
| 2015                  | Shōwa Genroku Rakugo Shinjū: Yotarō Hōrō-hen              | Shōwa Genroku Rakugo Shinjū | Amaken                        | 2 OVAs             |
| 2015                  | Magi: Sinbad no Bouken                                    |                             | Valefor                       | 2 OVAs (4-5)       |
| 2012                  | Meitantei Conan Bonus File: Fantasista no Hana            | Detective Conan             | Shinichi Kudō                 | 1 OVA              |
| 2011                  | Meitantei Conan: London kara no Maru Hi Shirei            | Detective Conan             | Shinichi Kudō                 | 1 OVA              |
| 2011                  | Coicent                                                   |                             | Shiroi Shika                  | 1 OVA              |
| 2010                  | Meitantei Conan: Kid in Trap Island                       | Detective Conan             | Kaitō Kid                     | 1 OVA              |
| 2009                  | Meitantei Conan: 10 Nengo no Stranger                     | Detective Conan             | Shinichi Kudō                 | 1 OVA              |
| 2008                  | Urusei Yatsura: Za Shougai mono Suiei Taikai              | Urusei Yatsura              | Kōsuke Shirai                 | 1 OVA              |
| 2008                  | Meitantei Conan Magic File 2                              | Detective Conan             | Shinichi Kudō                 | 1 OVA              |
| 2008                  | Meitantei Conan: Joshikousei Tantei Suzuki Sonoko         | Detective Conan             | Shinichi Kudō                 | 1 OVA              |
| 2006-2008             | Freedom                                                   |                             | Bis                           | 7 OVAs             |
| 2006                  | Angel's Feather                                           |                             | Shō Hamura                    | 2 OVAs             |
| 2006                  | Meitantei Conan: Kieta Daiya o Oe! Conan & Heiji VS Kid!  | Detective Conan             | Kaitō Kid                     | 1 OVA              |
| 2004                  | Futari Ecchi                                              | Futari Ecchi                | Taku Yamada                   | 1 OVA (N.º 4)      |
| 2004                  | Netrun-mon The Movie 1: Net no Sumi de Blog to Sakebu     | Netrun-mon                  | BB Runner                     | 1 OVA              |
| 2003                  | Guitar o Motta Shounen: Kikaider VS Inazuman              | Kikaider                    | Inazuman/Saburō Kazeda        | 1 OVA              |
| 2003                  | Viper GTS                                                 |                             | Ogawa                         | 3 OVAs             |
| 2002                  | Meitantei Conan: 16 Nin no Yougisha                       | Detective Conan             | Shinichi Kudō                 | 1 OVA              |
| 2000                  | Meitantei Conan: Conan vs Kid vs Yaiba                    | Detective Conan             | Shinichi Kudō/Kaitō Kid       | 1 OVA              |
| 1999                  | Aoyama Gōshō Tanpenshū                                    | Detective Conan             | Yutaka Takai                  | 1 OVA (N.º 1)      |
| 1999                  | Aoyama Gōshō Tanpenshū 2                                  | Detective Conan             | Sanjū Sakura                  | 1 OVA (N.º 3)      |
| 1999                  | Gravitation                                               | Gravitation                 | Ryūichi Sakuma                | 2 OVAs             |
| 1999                  | Inuki Kanako Zekkyō Collection: Gakkō ga Kowai!           |                             | Bukita-kun                    | 1 OVA              |
| 1998-1999             | Twinbee Paradise                                          |                             | Light                         | 4 OVAs             |
| 1998                  | Seishōjo Kantai Virgin Fleet                              |                             | Dīzeru no Sada                | 3 OVAs             |
| 1997                  | Jungle de Ikō!                                            |                             | Takuma                        | 3 OVAs             |
| 1997                  | Kishin Dōji Zenki Gaiden: Anki Kitan                      | Kishin Dōji Zenki           | Zenki                         | 1 OVA              |
| 1997                  | Yūsha Shirei Dagwon: Suishō no Hitomi no Shōnen           | Yūsha Shirei Dagwon         | Rai Utsumi                    | 3 OVAs             |
| 1996-1997             | Ai Tenshi Densetsu Wedding Peach DX                       | Wedding Peach               | Takurō                        | 2 OVAs (N.º 1 y 3) |
| 1996-1997             | Can Can Bunny Extra                                       | Can Can Bunny               | Kenta                         | 6 OVAs             |
| 1996-1997             | Hōma Hunter Lime                                          |                             | Bass                          | 3 OVAs             |
| 1996                  | Legend of the Galactic Heroes                             |                             | Heinrich Lambertz             | 1 OVA              |
| 1996                  | Shadow Skill                                              |                             | Scrib Lowengren               | 3 OVAs             |
| 1996                  | Teppen                                                    |                             | Satoshi Hanabishi             | 2 OVAs             |
| 1995-1996             | Ranma ½ Super                                             | Ranma ½                     | Ranma Saotome                 | 3 OVAs             |
| 1994-1995             | Oira Uchū no Tankōfu                                      |                             | Nanbu Ushiwaka                | 2 OVAs             |
| 1994-1995             | Ranma ½ Special                                           | Ranma ½                     | Ranma Saotome                 | 2 OVAs             |
| 1994                  | Baki the Grappler                                         | Baki the Grappler           | Baki Hanma                    | 1 OVA              |
| 1994-1995             | Red Baron                                                 | Red Baron                   | Kurenai Ken                   | 1 OVA              |
| 1994-1995             | Shippū! Iron Leaguer: Silver no Hata no Moto ni           | Shippū! Iron Leaguer        | Kiwami Jūrōta                 | 5 OVAs             |
| 1994                  | Crows                                                     |                             | Yasuo Yasuda                  | 1 OVA              |
| 1994                  | Kōkō Butōden Crows 2                                      | Crows                       | Yasuo Yasuda                  | 1 OVA              |
| 1994                  | Osakana wa Ami no Naka                                    |                             | Matsui Takahiro               | 1 OVA              |
| 1994                  | Plastic Little                                            |                             | Nichol Hawking                | 1 OVA              |
| 1993-1994             | Boku no Chikyū wo Mamotte                                 | Boku no Chikyū wo Mamotte   | Haruhiko Kasama               | 5 OVAs (N.º 2-6)   |
| 1993-1994             | Kishin Heidan                                             |                             | Capitán (Taichō)              | Varios OVAs (1-7)  |
| 1993                  | Hyper Future Vision: Gunnm                                | Gunnm                       | Yūgo                          | 2 OVAs             |
| 1993                  | Koko wa Green Wood                                        |                             | Tenma Koizumi                 | 2 OVAs (N.º 5 y 6) |
| 1993                  | Kōryū Densetsu Villgust                                   |                             | Bostofu                       | 2 OVAs             |
| 1993                  | Ranma ½                                                   | Ranma ½                     | Ranma Saotome                 | 6 OVAs             |
| 1992-1997             | Sekai no Hikari: Shinran Shōnin                           |                             | Shinran Shōnin                | Varios OVAs (1-6)  |
| 1992, 1994            | Tokyo Babylon                                             | Tokyo Babylon               | Subaru Sumeragi               | 2 OVAs             |
| 1992-1994, 1996, 1998 | Giant Robo The Animation: Chikyū ga Seishi Suru Hi        | Giant Robo                  | Daisaku Kusama                | Varios OVAs (1-7)  |
| 1992-1994, 1996       | Chameleon                                                 |                             | Eiji Matsuda                  | Varios OVAs (1-6)  |
| 1992-1993             | KO Seiki Beast Sanjūshi                                   |                             | Wan Dabada                    | Varios OVAs (1-7)  |
| 1992-1993             | Shin Chōbakumatsu Shōnen Seiki Takamaru                   |                             | Kurōdo Fukuda                 | Varios OVAs (1-6)  |
| 1992                  | Hanappe Bazooka                                           |                             | Hanappe Yamada                | 1 OVA              |
| 1992                  | Zetsuai 1989                                              |                             | Katsumi Shibuya               | 1 OVA              |
| 1991-1995             | Arslan Senki                                              | Arslan Senki                | Arslan                        | 6 OVAs             |
| 1991-1993             | Sōryūden                                                  |                             | Amaru Ryūdo                   | Varios OVAs (1-12) |
| 1991-1992             | Inferious Wakusei Senshi Gaiden Condition Green           |                             | Osukā Kuraudo*                | 2 OVAs             |
| 1991-1992             | RG Veda                                                   |                             | Ryū Ō                         | 2 OVAs             |
| 1991                  | CB Chara Nagai Gō World                                   |                             | Kabuto Kōji (Escarabajo Kōji) | 3 OVAs             |
| 1991                  | Kōha Ginjirō                                              |                             | Ginjirō Yamazaki              | 3 OVAs             |
| 1991                  | Mōryō Senki Madara                                        |                             | Madara                        | 2 OVAs             |
| 1991                  | Samurider: Nazo no Tenkōsei                               |                             | Yamaguchi                     | 1 OVA              |
| 1991                  | Slow Step                                                 |                             | Akiba Shū                     | 5 OVAs             |
| 1990-1991             | Record of Lodoss War                                      | Record of Lodoss War        | Etoh                          | Varios OVA         |
| 1990                  | 1+2=Paradise                                              | 1+2=Paradise                | Yūsuke Yamamoto               | 2 OVAs             |
| 1990                  | Mamono Hunter Yōko                                        |                             | Osamu Wakabayashi             | 1 OVA              |
| 1990                  | Nineteen 19                                               |                             | Hiroaki Kusano                | 1 OVA              |
| 1990                  | Ranma ½: Nettou Uta Gassen                                | Ranma ½                     | Ranma Saotome                 | 2 OVAs             |
| 1990                  | Reyon Densetsu Flair                                      |                             | Eon                           | 1 OVA (N.º 2)      |
| 1990                  | Ryokunohara Labyrinth                                     |                             | Kanata Tokino                 | 1 OVA              |
| 1990                  | Violence Jack: Hell's Wind-hen                            | Violence Jack               | Tenma Saburō                  | 1 OVA              |

### Especiales
| Año/s     | Especial                                                                     | Procedencia                     | Personaje/s   | N.º de especiales |
| --------- | ---------------------------------------------------------------------------- | ------------------------------- | ------------- | ----------------- |
| 2016      | Heart of Gold                                                                | One Piece                       | Usopp         | 1 especial        |
| 2015      | Aventura en Nebulandia                                                       | One Piece                       | Usopp         | 1 especial        |
| 2015      | Episodio de Sabo: La conexión de los tres hermanos                           | One Piece                       | Usopp         | 1 especial        |
| 2013      | Episodio de Merry: El cuento de un amigo                                     | One Piece                       | Usopp         | 1 especial        |
| 2014      | 3D2Y                                                                         | One Piece                       | Usopp         | 1 especial        |
| 2014      | Edogawa Conan Shissou Jiken: Shijou Saiaku no Futsukakan                     | Detective Conan                 | Shinichi Kudō | 1 especial        |
| 2013      | Dream 9 Toriko x One Piece x Dragon Ball Z Super Collaboration Special!!     | Dragon Ball, One Piece y Toriko | 'Usopp        | 1 especial        |
| 2012      | Episodio de Luffy: Aventura en la Isla Mano                                  | One Piece                       | Usopp         | 1 especial        |
| 2012      | Episodio de Nami: Las lágrimas de una navegante y la conexión con los nakama | One Piece                       | Usopp         | 1 especial        |
| 2010-2012 | Magic Kaito                                                                  | Magic Kaito                     | Kaitō Kid     | 9 especiales      |
| 2009      | Lupin Sansei vs Meitantei Conan                                              | Detective Conan                 | Shinichi Kudō | 1 especial        |
| 2008      | Death Note: R2 - L o Tsugu Mono                                              | Death Note                      | L             | 1 especial        |
| 2007      | Death Note: R - Genshi Suru Kami                                             | Death Note                      | L             | 1 especial        |
| 2003      | Episodio Especial 3: Proteger la última gran actuación                       | One Piece                       | Usopp         | 1 especial        |
| 2003      | Episodio Especial 2: El sueño de un padre enorme                             | One Piece                       | Usopp         | 1 especial        |
| 2000      | Episodio Especial 1: Aventura en el ombligo del océano                       | One Piece                       | Usopp         | 1 especial        |
| 1995      | Zukkoke Sanningumi: Kusunoki Yashiki no Guruguru-sama                        |                                 | Hachibē       | 1 especial        |
| 1992      | Chibi Neko Tom no Daibōken                                                   |                                 | Michael       | 1 especial        |

### Películas
| Año/s | Película                                                                       | Procedencia                                 | Personaje/s             | Notas |
| ----- | ------------------------------------------------------------------------------ | ------------------------------------------- | ----------------------- | ----- |
| 2023  | Meitantei Conan: Black Iron Submarine                                          | Detective Conan                             | Shin'ichi Kudō          |       |
| 2022  | One Piece Film: Red                                                            | One Piece                                   | Usopp                   |       |
| 2022  | Odd Taxi: In the Woods                                                         | Odd Taxi                                    | Eiji Kakihana           |       |
| 2019  | Detective Conan: El Puño de Zafiro Azul                                        | Detective Conan                             | Kaito Kuroba            |       |
| 2019  | One Piece: Stampede                                                            | One Piece                                   | Usopp                   |       |
| 2018  | Engimon                                                                        | Engimon                                     | Hebizō                  |       |
| 2017  | Gekijōban Mazinger Z: Infinity                                                 | Mazinger Z                                  | Mucha                   |       |
| 2016  | One Piece Film: Gold                                                           | One Piece                                   | Usopp                   |       |
| 2015  | Meitantei Conan: Gouka no Himawari                                             | Detective Conan                             | Shinichi Kudō/Kaitō Kid |       |
| 2014  | Meitantei Conan: Ijigen no Sniper                                              | Detective Conan                             | Shinichi Kudō           |       |
| 2013  | Lupin Sansei vs. Meitantei Conan The Movie                                     | Detective Conan                             | Shinichi Kudō/Kaitō Kid |       |
| 2013  | Meitantei Conan: Zekkai no Private Eye                                         | Detective Conan                             | Shinichi Kudō           |       |
| 2012  | Gekijouban Pocket Monsters: Best Wishes! - Kyurem vs Seikenshi Keldeo          | Pokémon                                     | Parasect                |       |
| 2012  | One Piece Film: Z                                                              | One Piece                                   | Usopp                   |       |
| 2012  | Meitantei Conan: 11-ninme no Striker                                           | Detective Conan                             | Shinichi Kudō           |       |
| 2011  | Meitantei Conan: Chinmoku no Quarter                                           | Detective Conan                             | Shinichi Kudō           |       |
| 2011  | One Piece 3D: Mugiwara Chase                                                   | One Piece                                   | Usopp                   |       |
| 2010  | Gekijōban Yū Gi Oh: Chō Yūgō! Toki o Koeta Kizuna                              | Yu-Gi-Oh!                                   | Profesor Banner         |       |
| 2010  | Meitantei Conan: Tenkuu no Lost Ship                                           | Detective Conan                             | Shinichi Kudō/Kaitō Kid |       |
| 2009  | Meitantei Conan: Shikkoku no Chaser                                            | Detective Conan                             | Shinichi Kudō           |       |
| 2009  | One Piece Film: Strong World                                                   | One Piece                                   | Usopp                   |       |
| 2008  | Meitantei Conan: Senritsu no Full Score                                        | Detective Conan                             | Shinichi Kudō           |       |
| 2008  | One Piece The Movie: Episode of Chopper Plus - Fuyu ni Saku, Kiseki no Sakura  | One Piece                                   | Usopp                   |       |
| 2007  | Meitantei Conan: Konpeki no Jolly Roger                                        | Detective Conan                             | Shinichi Kudō           |       |
| 2007  | One Piece: Episode of Alabasta: Sabaku no Ōjo to Kaizokutachi                  | One Piece                                   | Usopp/Matsuge           |       |
| 2006  | Meitantei Conan: Tantei-tachi no Requiem                                       | Detective Conan                             | Shinichi Kudō/Kaitō Kid |       |
| 2006  | One Piece: Karakuri-jō no Mecha Kyohei                                         | One Piece                                   | Usopp                   |       |
| 2005  | Ashita Genki ni Naare!: Hanbun no Satsumaimo                                   |                                             | Tatsukichi Shimamoto    |       |
| 2005  | Gekijouban Pocket Monsters Advanced Generation: Mew to Hadou no Yuusha Lucario | Pokémon                                     | Parasect                |       |
| 2005  | Meitantei Conan: Suihei Senjou no Strategy                                     | Detective Conan                             | Shinichi Kudō           |       |
| 2005  | One Piece: Omatsuri Danshaku to Himitsu no Shima                               | One Piece                                   | Usopp                   |       |
| 2004  | Dead Leaves                                                                    |                                             | Retro                   |       |
| 2004  | Gekijouban Pocket Monsters Advanced Generation: Rekkuu no Houmonsha Deoxys     | Pokémon                                     | Parasect                |       |
| 2004  | Meitantei Conan: Gin`yoku no Magician                                          | Detective Conan                             | Shinichi Kudō/Kaitō Kid |       |
| 2004  | One Piece: Norowareta Seiken                                                   | One Piece                                   | Usopp                   |       |
| 2003  | Meitantei Conan: Meikyuu no Crossroad                                          | Detective Conan                             | Shinichi Kudō           |       |
| 2002  | Bonobono: Kumomo no Ki no Koto                                                 |                                             | Araiguma-kun            |       |
| 2002  | Meitantei Conan: Baker Street no Bourei                                        | Detective Conan                             | Shinichi Kudō           |       |
| 2002  | One Piece: Chinjū-jima no Chopper-ōkoku                                        | One Piece                                   | Usopp                   |       |
| 2002  | Palme no Ki                                                                    |                                             |                         |       |
| 2001  | Blue Remains                                                                   |                                             | Mireo                   |       |
| 2001  | Doraemon: Nobita to Tsubasa no Yuusha-tachi                                    | Doraemon                                    | Tobio                   |       |
| 2001  | Meitantei Conan: Tengoku e no Count Down                                       | Detective Conan                             | Shinichi Kudō           |       |
| 2001  | One Piece: Nejimaki-shima no bōken                                             | One Piece                                   | Usopp                   |       |
| 2000  | Meitantei Conan: Hitomi no Naka no Ansatsusha                                  | Detective Conan                             | Shinichi Kudō           |       |
| 2000  | One Piece: The Movie                                                           | One Piece                                   | Usopp                   |       |
| 1999  | Gekijouban Pocket Monsters: Maboroshi no Pokémon Lugia Bakutan                 | Pokémon                                     | Parasect                |       |
| 1999  | Meitantei Conan: Seikimatsu no Majutsushi                                      | Detective Conan                             | Shinichi Kudō/Kaitō Kid |       |
| 1999  | Pikachu Tankentai                                                              | Pokémon                                     | Parasect                |       |
| 1998  | Meitantei Conan: Juuyonbanme no Target                                         | Detective Conan                             | Shinichi Kudō           |       |
| 1998  | Pikachu no Natsuyasumi                                                         | Pokémon                                     | Parasect                |       |
| 1998  | Yōkoso Lodoss Tō e!                                                            | Lodoss-tō Senki                             | Etoh                    |       |
| 1997  | Eikyū Kazoku                                                                   |                                             | Sasuke                  |       |
| 1997  | Meitantei Conan: Tokei Jikake no Matenrou                                      | Detective Conan                             | Shinichi Kudō           |       |
| 1997  | Onkyō Seimeitai Noiseman                                                       |                                             | Manabu                  |       |
| 1997  | Rurouni Kenshin: Meiji Kenkaku Romantan - Ishinshishi e no Requiem             | Rurouni Kenshin                             | Yasuharu Musashino      |       |
| 1996  | Dragon Quest Retsuden: Roto no Manshō                                          | Dragon Quest                                | Kira                    |       |
| 1996  | Gokinjō Monogatari                                                             |                                             | Tsutomu Yamaguchi       |       |
| 1996  | Kindaichi Shōnen no Jikenbo                                                    | Kindaichi Shōnen no Jikenbo                 | Hajime Kindaichi        |       |
| 1996  | Pipi: Tobenai Hotaru                                                           |                                             | Shō                     |       |
| 1995  | Eiga Crayon Shin-chan: Unkokusai no Yabō                                       | Shin-chan                                   | John (El joven John)    |       |
| 1994  | Ranma ½: Chou Musabetsu Kessen! Ranma Team VS Densetsu no Houou                | Ranma ½                                     | Ranma Saotome           |       |
| 1992  | Apfelland Monogatari                                                           |                                             | Vergille Strauss        |       |
| 1992  | Ranma ½: Kessen Tougenkyou! Hanayome o Torimodose!                             | Ranma ½                                     | Ranma Saotome           |       |
| 1992  | Tottoi                                                                         |                                             | Billia                  |       |
| 1991  | Ranma ½: Chuugoku Nekonron Daikessen! Okite Yaburi no Gekitou Hen!!            | Ranma ½                                     | Ranma Saotome           |       |
| 1990  | Chibi Maruko-chan                                                              | Chibi Maruko-chan                           | Ōno-kun                 |       |
| 1990  | Kaze no Na wa Amnesia                                                          |                                             | Johnny                  |       |
| 1989  | Majo no Takkyūbin                                                              | Películas de Studio Ghibli y Hayao Miyazaki | Tombo                   |       |

### Videojuegos
| Año/s | Videojuego                                | Procedencia                   | Personaje/s     | Notas |
| ----- | ----------------------------------------- | ----------------------------- | --------------- | ----- |
| 2020  | Live A Hero                               | Live A Hero                   | Procy           |       |
| 2020  | Ghost of Tsushima                         | Ghost of Tsushima             | Taka            |       |
| 2020  | Final Fantasy VII Remake                  | Final Fantasy                 | Red XIII        |       |
| 2017  | Tokyo Afterschool Summoners               | Tokyo Afterschool Summoners   | Moritaka        |       |
| 2015  | JoJo's Bizarre Adventure: Eyes of Heaven  | JoJo's Bizarre Adventure      | Shigekiyo Yangu |       |
| 2013  | JoJo's Bizarre Adventure: All Star Battle | JoJo's Bizarre Adventure      | Shigekiyo Yangu |       |
| 2012  | Persona 4 Golden                          | Shin Megami Tensei: Persona 4 | Kuma            |       |
| 2010  | Danganronpa: Trigger Happy Havoc          | Danganronpa                   | Hifumi Yamada   |       |
| 2010  | Dragon Ball Heroes                        | Dragon Ball                   | Kabra           |       |
| 2008  | Shin Megami Tensei: Persona 4             | Shin Megami Tensei            | Kuma            |       |
| 2006  | Battle Stadium D.O.N.                     | Battle Stadium D.O.N.         | Usopp           |       |
| 2002  | Breath of Fire: Dragon Quarter            | Breath of Fire                | Ryū             |       |
| 2000  | Breath of Fire IV                         | Breath of Fire                | Ryū             |       |
| 1998  | Crash Bandicoot 3                         | Crash Bandicoot               | Crash Bandicoot |       |
| 1997  | Breath of Fire III                        | Breath of Fire                | Ryū             |       |
| 1997  | Crash Bandicoot 2                         | Crash Bandicoot               | Crash Bandicoot |       |
|       |                                           |                               |                 |       |
| 1996  | Crash Bandicoot                           | Crash Bandicoot               | Crash Bandicoot |       |
|       |                                           |                               |                 |       |
| 1995  | Kabuki Klash                              | Kabuki Klash                  | Kabuki          |       |

### Personajes no clasificados
- Jin Chonshu y Jin Chonrei (en Fatal Fury y Neo Geo Battle Coliseum) (Especiales de TV)
- Julian (Fire Emblem). OVA
- Artemis (voz) Pretty Guardian Sailor Moon (Live-action)
- Son Gokū, Dragonball Evolution (Doblaje Japonés)
- Rū Watanuki, Kannagi no Tori (Videojuego)
- Okuto Nakamura, Ganbare! Nakamura-kun!! (CD Drama)
- Tytree Crowe, Tales of Rebirth (Movie ????)
- Max, A Goofy Movie (película animada no japonesa)
- Kyle Broflovski, South Park (WOWOW ver.)
- Itsuki Takeuchi, Initial D (película) (Doblaje japonés)